# Lotta Erikson
Lotta Erikson född 12 april 1964 är en svensk manusförfattare, dramatiker och radioproducent. 

## Biografi
Lotta Erikson har en konstnärlig examen från 1992 vid Dramatiska Institutet, en fil. kand. från Stockholms universitet i historia, sociologi och antropologi, samt en masterexamen från 2010 vid Kungliga Konsthögskolan i Stockholm. Hon är lektor i radioproduktion vid Stockholms konstnärliga högskola.
Hon har skrivit manus till tv-serien Jakten på en mördare med premiär 2020,serien beskrivs som "minutiös och autentisk", där manuset inte blundar för en vedervärdig verklighet, men inte heller hänger sig åt det avskyvärda. År 2025 är hon aktuell som manusförfattare till TV-serien Stenbeck som hyllades av kritikerna och bl a beskrevs som plågsamt skicklig.
Sedan 1993 har Lotta Erikson skapat över tio dokumentärer för Sveriges Radio P1, bland annat  En tisdag i september (2011) som vann Stora Radiopriset samma år, Åh vilket party (2009)  och Terroristens stora ensamhet (2008), Sveriges bidrag till Prix Italia. Hon har även gjort flera dokumentärfilmer för SVT, bland annat Queen of Art (2017).År 2022 skrev hon manuset till radiodramaserien Pensionssvindeln, som sändes i fem episoder i P1, Sveriges Radio . Hon har också skrivit manus till radiodramaserien Den enögda kaninen, fyra episoder (2019), som var Sveriges bidrag till Prix Italia,  samt skrivit pjäserna Sista samtalet från Rosenbad (2012) Sveriges Radio Drama P1 och Splendid Isolation (2006) Sveriges Radio Drama P1. 2012 skrev hon librettot till Kammarmusikstycket Efter tidens slut  Stockholms Konserthus och Sveriges radio P2.  
Lotta Eriksons arbete inkluderar även pjäser som Dra åt skogen, Margot (2021) Teater Brunnsgatan 4 och pjäsen Kom igen, Caritha Riksteatern (2018) och ett flertal ljudkonstverk, bland annat det interaktiva dramat Choreography of Insomnia (2018), för en internationell konferens om psykisk ohälsa i Globen , Röster i Sofia g och Minnets röster (2015),  Sankt Botvids begravningsplats.
Hon är återkommande kåsör i radioprogrammet God morgon Världen, P1, Sveriges Radio  och har arbetat på Sveriges Radios, SVT:s och BBC:s drama- och dokumentärredaktioner. År 2004 blev en av hennes dokumentärer invald i "The Collection", en samling av Europas bästa dokumentärer enligt Europeiska radio- och TV-unionen (EBU) 
Erikson uppmärksammades 2006 för Radioteaterns "Splendid isolation", ett mor-dotter-drama med en dotter som ofrivilligt bor hos sin mamma som fångar in henne med sitt nät av skilsmässobitterhet och ett förtryck förklätt till omsorger. Den beskrevs som "En intressant debutanttext som bläddrar mellan medvetandeskikten utan att bli övertydlig".
År 2008 gjorde hon dokumentären "Terroristens stora ensamhet" som ställde frågorna om vem som blir en religiös fanatiker eller terrorist. Den omnämndes som "en dokumentär som ställde kusliga frågor. Svaren överlät hon skickligt åt oss alla att fundera över".
År 2010 gav hon ut boken "Röstens alfabet"Erikson, Lotta. Sista samtalet från Rosenbad. Stockholm: Sveriges Radio. Libris 17990096 där hon samlat berättelser om olika röster. Bland kapitlen finns till exempel Adolf Hitler, Arne Weise, Laurie Anderson, Kvinnors röster och Neandertalaren, och formar en resa in i röstens hemligheter.
År 2012 sändes hennes radiopjäs "Sista samtalet från Rosenbad" om en statsminister som gör sin sista dag på jobbet. Den beskrevs som "en koncis moralitet om hur makt får människor att offra relationer ... Rosenbad är en mekanism som äter sina barn. Hjärtat först."

## Manus (urval)
- 2025 – Stenbeck tv-serie, SVT
- 2020 – Jakten på en mördare, tv-serie SVT
- 2023 – Pensionssvindeln radiodramaserie, 2020[13] Sveriges Radio
- 2021  ”Dra åt skogen, Margot”.
- 2019 Den enögda kaninen” Radiodramaserie,  Sveriges Radio
- 2018 Kom igen Caritha”. Teater Barbara,  Göteborgs stadsteater
- 2012 Sista samtalet från Rosenbad” radiodrama Sveriges Radio
- 2012 Efter tidens slut” libretto Stockholms Konserthus och Sveriges Radio

2010 –  Röstens alfabet: 27 berättelser om rösten. Skriftserie / Dramatiska institutet, 1652-7267 ; 2010:1. Stockholm: Enheten för konstnärligt utvecklingsarbete, Dramatiska institutet. Libris 12305652. http://urn.kb.se/resolve?urn=urn:nbn:se:uniarts:diva-393